# Giuliano Nostini
Giuliano Nostini, né le 3 octobre 1912 à Rome et mort le 16 août 1983 à Bressanone, est un escrimeur italien pratiquant le fleuret.

## Palmarès

### Escrime aux Jeux olympiques
- 1948 à Londres,  Royaume-Uni
  -  Médaille d'argent dans l'épreuve du fleuret par équipes [1]